# State Railway of Thailand
Die Thailändische Staatsbahn (thailändisch การรถไฟแห่งประเทศไทย, RTGS Kan Rotfai Haeng Prathet Thai, Aussprache: [kaːn rót faj hɛ̀ːŋ pràʔtʰêːt tʰaj], Abk. รฟท.; englisch State Railway of Thailand, SRT) ist das staatliche Eisenbahnunternehmen Thailands, das ein Schienennetz von 4487 Kilometer Länge unterhält. Die SRT ist mit rund 26.000 Angestellten das größte staatliche Unternehmen Thailands.

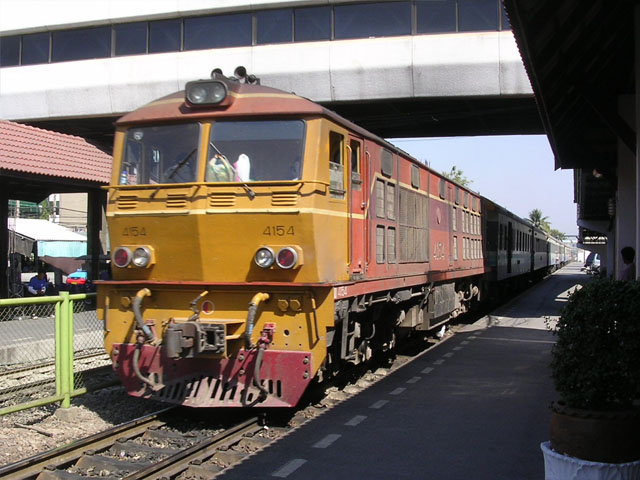
Eine AD24C der SRT

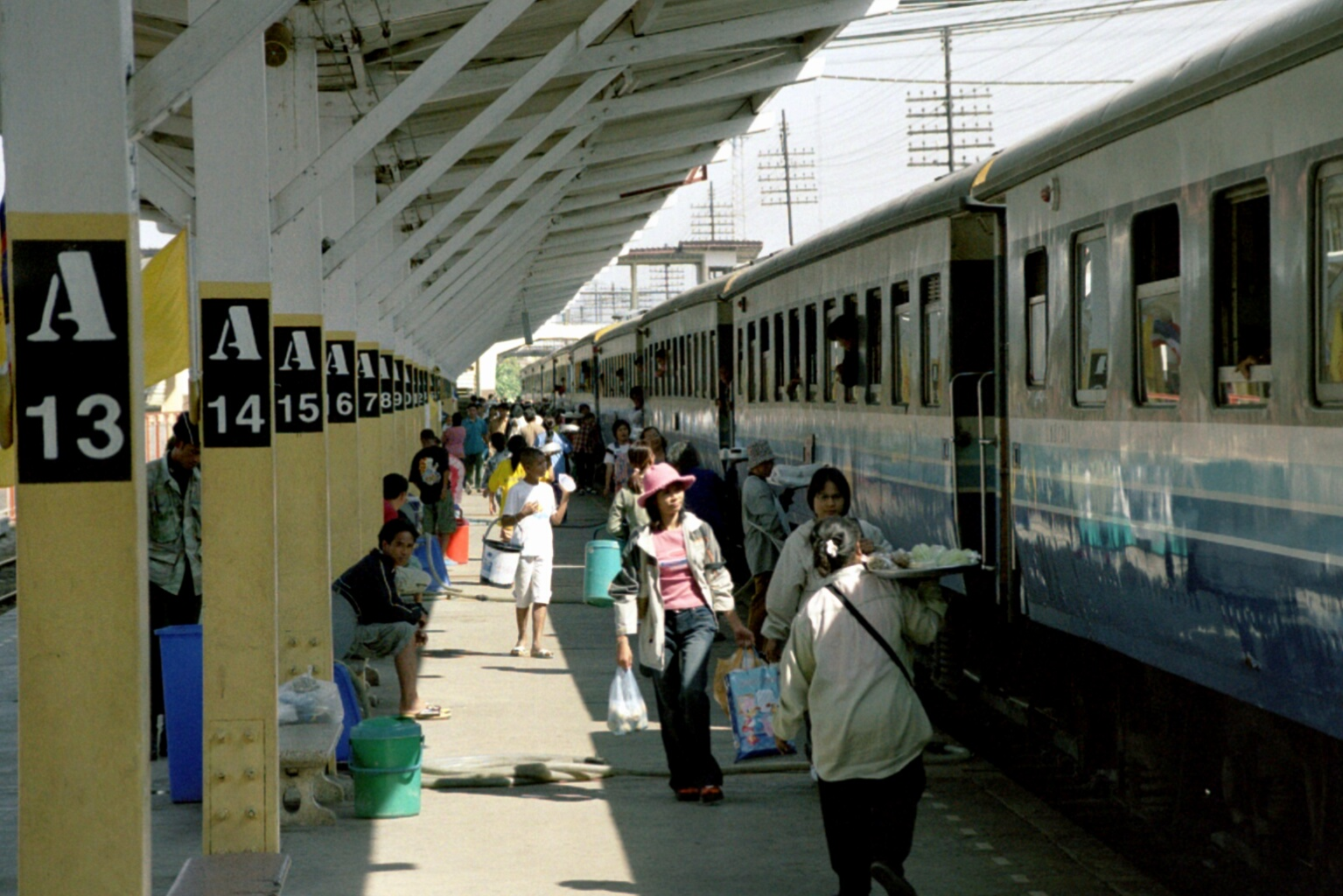
Bahnsteig, Nakhon Ratchasima

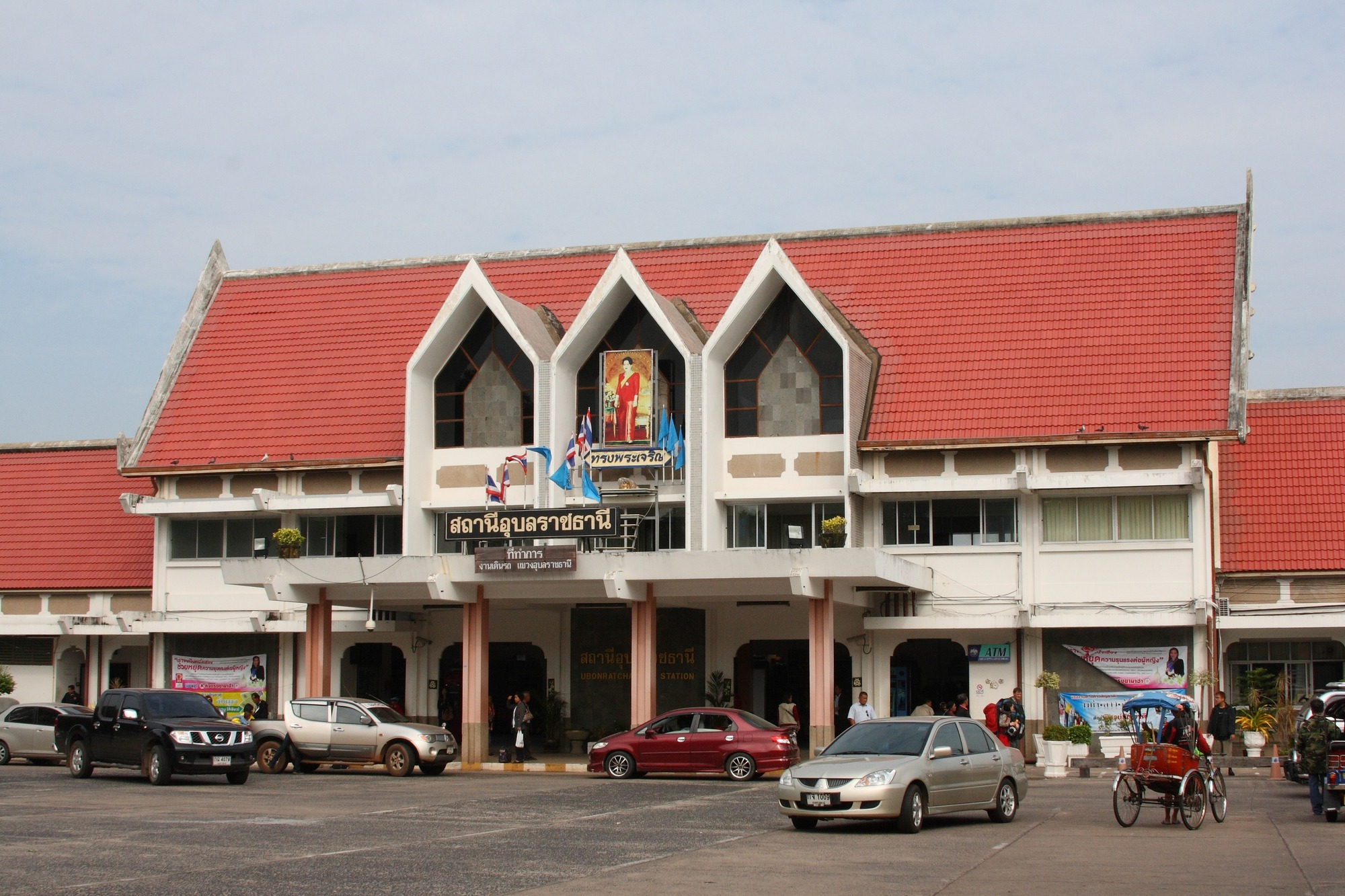
Bahnhof von Ubon Ratchathani

## Geschichte

### Vorgeschichte
Vorgängerorganisationen waren ab 1890 die Königliche Eisenbahnabteilung / Royal Railway Department (RRD) im Ministerium der öffentlichen Arbeiten, ab 1917 die Royal State Railways (RSR). Die erste siamesische Staatseisenbahnverwaltung die Railway of Siam gab es mit dem Deutschen Karl Bethge an der Spitze. Diese hieß ab 1912 „Northern RRD“. Diese verwaltete die Nordbahn und Nordostbahn damals noch in Normalspur. Um jeden deutschen Einfluss auszuschalten, wurde am 10. März 1909 eine zweite siamesische Staatseisenbahnverwaltung unter dem Briten Henry Gittens gegründet (sie hieß ab 1913: „Southern RRD“). Diese war für den Bau und Betrieb der Südbahn in Meterspur zuständig. Es wurden zwei Verträge zwischen Großbritannien und Siam geschlossen. Einer regelte staatsrechtliche Fragen, der zweite den Bau der Südbahn. Mit diesem zweiten Vertrag sagte Großbritannien einen Kredit über 4 Mio. Pfund für das Projekt zu.

### Thailändische Staatsbahn
Die Thailändische Staatsbahn wurde durch den State Railway of Thailand Act (BE 2494 von 1951) gegründet, wobei die englischsprachige Transkription zunächst Thai State Railway (TSR) später noch in State Railway of Thailand (SRT) geändert wurde.
Im Zweiten Weltkrieg wurde die Eisenbahninfrastruktur in großem Umfang durch die Luftangriffe der Alliierten zerstört oder beschädigt. Große Teile des Streckennetzes mussten in den folgenden Jahren komplett neu errichtet werden. Dies erfolgte nach der durch den Kalten Krieg geänderten politischen Lage mit der Unterstützung der USA. Auch Streckenneubauten wurden seitens der USA unterstützt. Dazu zählt die Verlängerung der Nordostbahn, die Bahnstrecke Nakhon Ratchasima–Nong Khai, die im Krieg bis Udon Thani vorangetrieben worden war, und bis 1958 zum Mekong verlängert wurde, weiter eine Parallelstrecke zur Nordostbahn, die Bahnstrecke Kaeng Khoi Junction–Bua Yai Junction, die dazu dient, den Knotenpunkt Nakhon Rachasima zu entlasten.
Weitere Neubaustrecken wurde in den 1980er und 1990er Jahren errichtet. Diese dienen dazu, die neuen Hochseehäfen an der Ostküste des Golfs von Thailand, Laem Chabang und Map Ta Phut an das Bahnnetz anzuschließen. Dies geschah mit der Bahnstrecke Chachoengsao Junction–Sattahip und deren Verlängerung ins Hinterland, der Bahnstrecke Khlong Sip Kao–Kaeng Khoi, die die direkte Verbindung von der Küste zur Nordbahn und Nordostbahn herstellt.
Die letzten Dampflokomotiven wurden 1982 außer Dienst gestellt, am 26. März 1997 die 100-Jahr-Feier der Staatsbahn begangen.

## Streckennetz der thailändischen Bahn

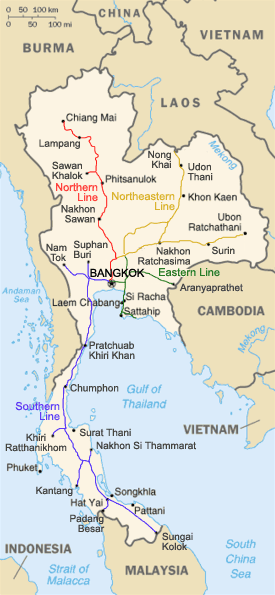
Streckennetz Stand:2006

Ausgehend von Bangkok breitet sich das Streckennetz sternförmig aus: Das Streckennetz der SRT ist meterspurig und überwiegend eingleisig. Im Raum Bangkok gibt es auch zwei- und dreigleisige Abschnitte. Ein ehrgeiziges Ausbauprogramm seit Ende des letzten Jahrtausends sieht eine Erweiterung um vier weitere Streckenabschnitte sowie den Ausbau der eingleisigen Bereiche vor.
Im Netz der SRT gibt es z. Zt. sieben Eisenbahntunnel. Der längste ist der Khun-Tan-Tunnel auf der Nordbahn mit 1362 m. Weiter gibt es 57 Eisenbahnbrücken, die länger als 100 m sind. Die längste ist die Bang-Pakong-Eisenbahnbrücke im Zuge der Bahnstrecke Chachoengsao Junction–Sattahip, die bekannteste wohl die Brücke über den Kwai im Zuge der Thailand-Burma-Eisenbahn, die verkehrlich bedeutendste die Rama-VI.-Brücke in Bangkok. Zentraler Knotenbahnhof im Personenverkehr war bis 2023 der Bahnhof Bangkok Hua Lamphong. Züge aus und in südlicher und westlicher Richtung nutzten bis zur Schließung den Bahnhof Thonburi.

### Nordostbahn
- Die Nordostbahn nach Nakhon Ratchasima mit den Zweigstrecken:
  - Nakhon Ratchasima–Nong Khai und weiter nach Vientiane
  - Nakhon Ratchasima–Ubon Ratchathani
  - Kaeng Khoi Junction–Bua Yai Junction
  - Die Bahnstrecke Ban Phai nach Nakhon Phanom ist ein Projekt, das sich seit 2024 im Bau befindet und über 355 km bis zur laotischen Grenze erstreckt.[12]

### Nordbahn
- Die Nordbahn nach Chiang Mai mit der Zweigstrecke:
  - Bahnstrecke Ban Dara Junction–Sawankhalok
  - Die Bahnstrecke Den Chai–Chiang Rai ist ein Projekt, das sich seit 2023 im Bau befindet und bis nach Chiang Khong an der Grenze zu Laos geführt werden soll.

### Ostbahn
- Die Ostbahn nach Aranyaprathet, die seit 2018 wieder über die kambodschanische Grenze nach Poipet führt.

### Östliche Küstenstrecke
- Bahnstrecke Chachoengsao Junction–Sattahip und den beiden Abzweigen zu den Tiefseehäfen Laem Chabang und  Map Ta Phut
- Bahnstrecke Khlong Sip Kao–Kaeng Khoi (Güterumgehungsbahn)

### Südbahn
- Die Südbahn vom Bahnhof Thonburi nach Su-ngai Kolok an der Grenze zu Malaysia mit den Zweigstrecken:
  - Bahnstrecke Nong Pladuk Junction–Malai Maen
  - Thailand-Burma-Eisenbahn
  - Bahnstrecke Ban Thung Pho Junction–Khiri Ratthanikhom, ein steckengebliebenes Projekt, das ursprünglich bis Phuket führen sollte.
  - Bahnstrecke Thung Song Junction–Kantang
  - Bahnstrecke Hat Yai Junction–Padang Besar, hier verkehren die internationalen Züge wie der Eastern and Oriental Express über Butterworth und Kuala Lumpur nach Singapur.

### Bahnstrecke Thonburi–Samut Songkhram
Die Bahnstrecke Thonburi–Samut Songkhram ist ein zweiteiliger Inselbetrieb, im Südwesten von Bangkok, ohne Anschluss an das übrige Eisenbahnnetz.

### Suvarnabhumi Airport Rail Link
Diese Bahn wird auf eigenem Gleiskörper und in Normalspur als Hochbahn von einer Tochter der SRT, der SRT Electrified Train (SRTET), betrieben. Sie verbindet den Flughafen Bangkok-Suvarnabhumi mit der Innenstadt Bangkoks.

### SRT Red Line
Diese zwei S-Bahn-Linien werden seit 2021 in Meterspur – zumeist als Hochbahn – von einer Tochter der SRT, der SRT Electrified Train (SRTET), betrieben.
Es gibt die Dark Red Line vom Campus der Thammasat-Universität, Rangsit nach Maha Chai und die Light Red Line Amphoe Phutthamonthon in Nakhon Pathom nach Bahnhof Hua Mak in Bangkok, hier ist der Umstieg in die City Line sowie die Ostbahn möglich. Die erste Red Line zwischen Bang Sue und Rangsit wurde im März 2021 eröffnet und ein kostenloser Probebetrieb fand seit dem 26. März 2021 statt.

### Bangkok Hauptbahnhof
Der historische Bangkoker Bahnhof Hua Lamphong wurde schrittweise durch einen neuen Hauptbahnhof ersetzt, der im Oktober 2022 die Bezeichnung Krung Thep Aphiwat Central Terminal erhielt. Der neue Hauptbahnhof ging stufenweise in Betrieb. 2021 nahmen mit den SRT Red Lines zwei neue Vorortbahnlinien (S-Bahn), den Betrieb 2021 auf. Am 19. Januar 2023 eröffnete der Bahnhof endgültig und ersetzte zugleich die beiden Bahnhöfe im Stadtteil Bang Sue.
In der Aphiwat Central Terminal Station werden Schienenpersonenfernverkehr und der ÖPNV vernetzt. Ihn sollen auch künftige, normalspurige Hochgeschwindigkeitsstrecken nutzen. Mit 26 Gleisen ist er der größte Bahnhof in einem ASEAN-Mitgliedsstaat.
Das Empfangsgebäude des historischen Bahnhofs Hua Lamphong soll Museum und Touristenattraktion werden.

## Projekte

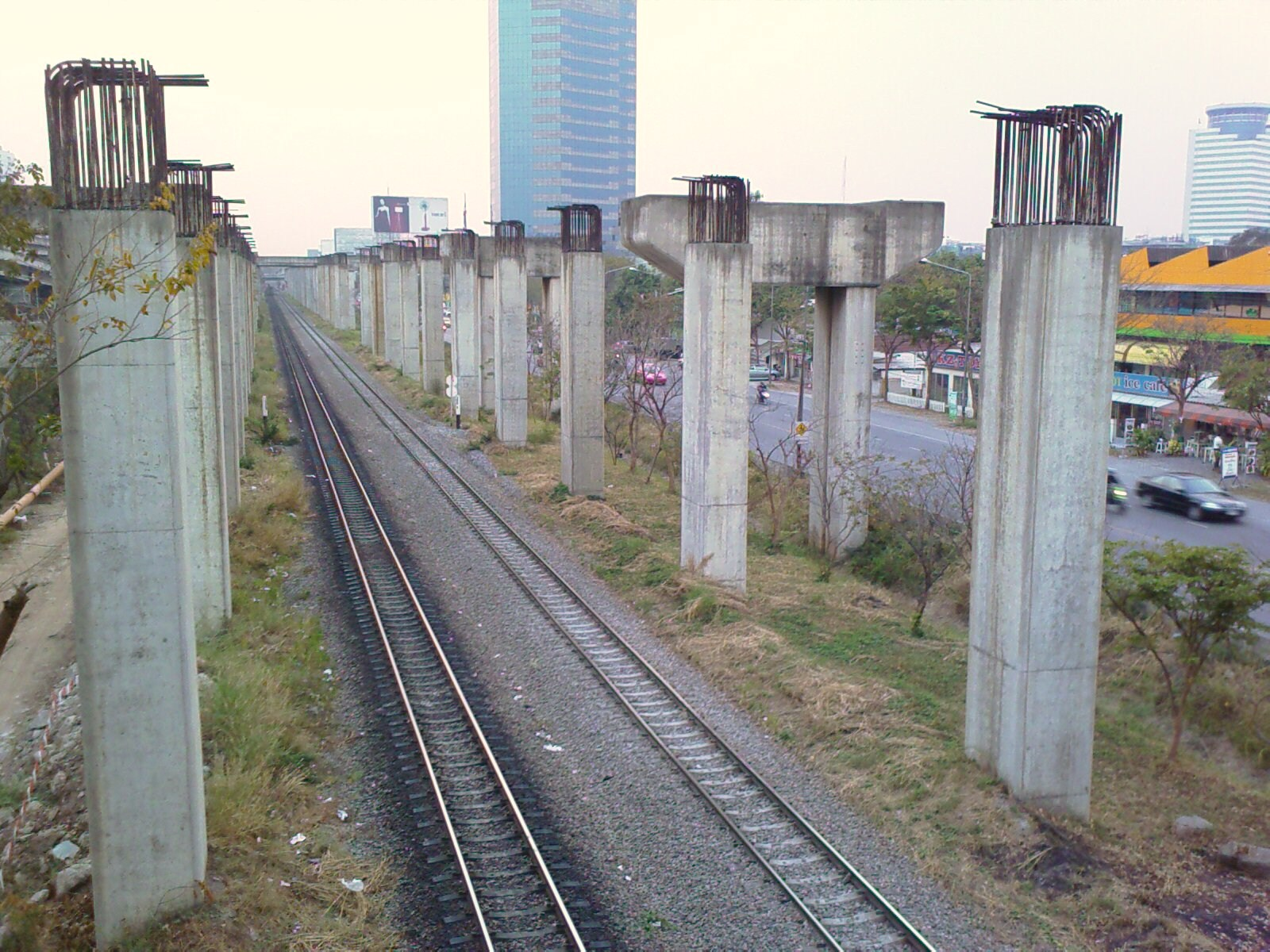
Pfeilerruinen von BERTS bei Ngam Wong Wan (2009)

1990–1998 wurde das Projekt des Bangkok Elevated Road and Train System (BERTS) unter Beteiligung der SRT versucht. Das kombinierte Hochbahn- und Stadtautobahnsystem sollte über bestehenden Eisenbahntrassen in Bangkok errichtet werden und den kollabierenden Straßenverkehr der thailändischen Hauptstadt entlasten. In der asiatischen Finanzkrise 1998 brach es zusammen und hinterließ bizarre Bauruinen, die in den folgenden 15 Jahren weitgehend beseitigt wurden.
1997–2001 wurde damit begonnen, die Bahnstrecke Den Chai–Chiang Rai zu bauen. Das Projekt blieb allerdings wegen Geldmangels stecken.

### Thai-Chinese High-speed Rail Project
Im März 2011 unterzeichnete Thailand eine Absichtserklärung mit der chinesischen Regierung das Thai-Chinese High-speed Rail Project (Thai-chinesisches Hochgeschwindigkeits-Schienen Projekt) über den Bau einer Schnellfahrstrecke Kunming–Singapur. Nach mehrfacher Verschiebung wurde im Oktober 2020 das Hochgeschwindigkeitsbahnprojekt Bangkok-Nakhon Ratchasima offiziell von der thailändischen Regierung ins Leben gerufen. Die Strecke wird – im Gegensatz zum sonst meterspurigen Netz des Landes – in Normalspur ausgeführt. Der Bau soll 2027 fertiggestellt sein und die Finanzierung ausschließlich durch Thailand erfolgen. Der zweite Abschnitt von Nakhon Ratchasima nach Nong Khai soll 2024 begonnen und 2028 fertiggestellt werden.

### Flughafenanbindungen
Außerdem ist eine Hochgeschwindigkeitsstrecke zwischen den internationalen Flughäfen Flughafen Bangkok-Don Mueang, Flughafen Bangkok-Suvarnabhumi und Flughafen U-Tapao geplant.

### Ausbau auf zweigleisige Bahnstrecken
Seit ein paar Jahren wird der Ausbau der bisher weitgehend eingleisig ausgeführten Fernbahnstrecken auf zwei Fahrgleise sukzessive durchgeführt.

## Fahrzeuge

### Alte Züge aus Japan
Im Oktober 2021 sind 10 von 17 geschenkten KIHA183-Dieselzüge in Thailand eingetroffen. Die im Jahr 1981 sowie 1982 hergestellten Züge wurden von der Hokkaido Railway Company bis 2017 betrieben und anschließend der SRT angeboten. Der Transport von Japan nach Thailand kostete der Staatsbahn 42,25 Millionen Baht, hinzukommen Renovierungs- und Umbaukosten. Tests im April 2022 hatten die Züge bestanden und die Höchstgeschwindigkeit liegt bei 110 km/h. Die Züge aus Japan haben die Kapspur (1067 mm) und mussten auf die in Thailand übliche Meterspur (1000 mm) umgespurt werden. Die ersten renovierten Züge haben Mitte 2022 den Betrieb aufgenommen. Außerdem hat die SRT weitere 20 gebrauchte japanische KIHA 40- und KIHA 48-Wagen nach Thailand gebracht, hier betrugen die Transportkosten 49,17 Millionen Baht. Diese werden in Zukunft für Verbindungen im Großraum Bangkok eingesetzt. und warten im Moment auf die Umspurung auf 1000 mm und die danach folgende Renovierung. Für touristische Zwecke wurden alte Wagen des ehemaligen Hamanasu Hokkaido Express umfangreich modernisiert und als Luxuszug SRT Royal Blossom eingesetzt.

### Neue Lokomotiven aus China

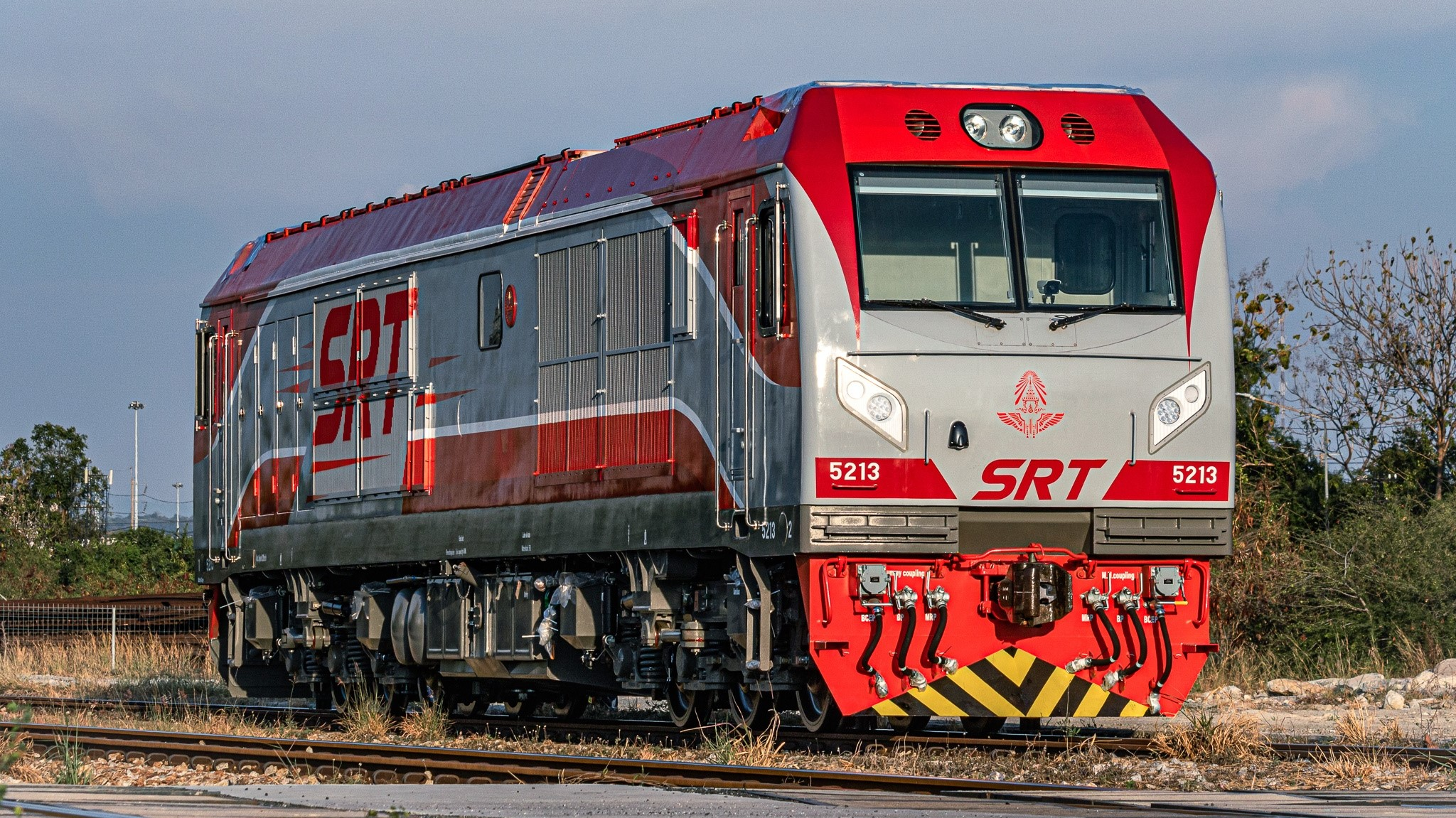
Neue dieselelektrische Lokomotive Nr. QSY 5213 (2022)

Anfang Februar 2022 hat die SRT 20 von 50 neuen Lokomotiven aus China erhalten. Bis Februar 2023 wurden die restlichen Loks ausgeliefert. Die dieselelektrischen Lokomotiven besitzen Motoren aus deutscher Produktion und haben eine Achslast von 16 Tonnen, die mögliche Höchstgeschwindigkeit liegt bei 120 km/h, bei Gütertransporten liegt sie bei 70 km/h. Die Loks werden zumeist im Schienenpersonenfernverkehr eingesetzt.

### Elektrolokomotiven
Im August 2022 hat die Energy Absolute Public Company Limited (E@) bekannt gegeben, dass die CRRC, Chinas größter Hersteller von Eisenbahnfahrzeugen, EV-Lokomotiven nach Thailand liefert. Diese Akku-betriebenen Elektrolokomotiven werden auf Strecken der SRT getestet. Die Testfahrten begannen am 11. Januar 2023 mit einer Lokomotive. Laut Verkehrsminister Saksayam Chidchop soll die Lokomotive zunächst zwischen dem Bahnhof Hua Lamphong und dem Krung Thep Aphiwat Central Terminal Station (ehemals Bang Sue Grand Station) eingesetzt werden. In Bang Sue gibt es für die Lokomotive eine Ladestation. Etwa 50 weitere E-Loks sollen noch 2023 in Betrieb genommen werden. Seit 1982 setzte die Staatsbahn auf dem meterspurigen Schienennetz ausschließlich dieselgetriebene Loks ein.

## Modernisierung

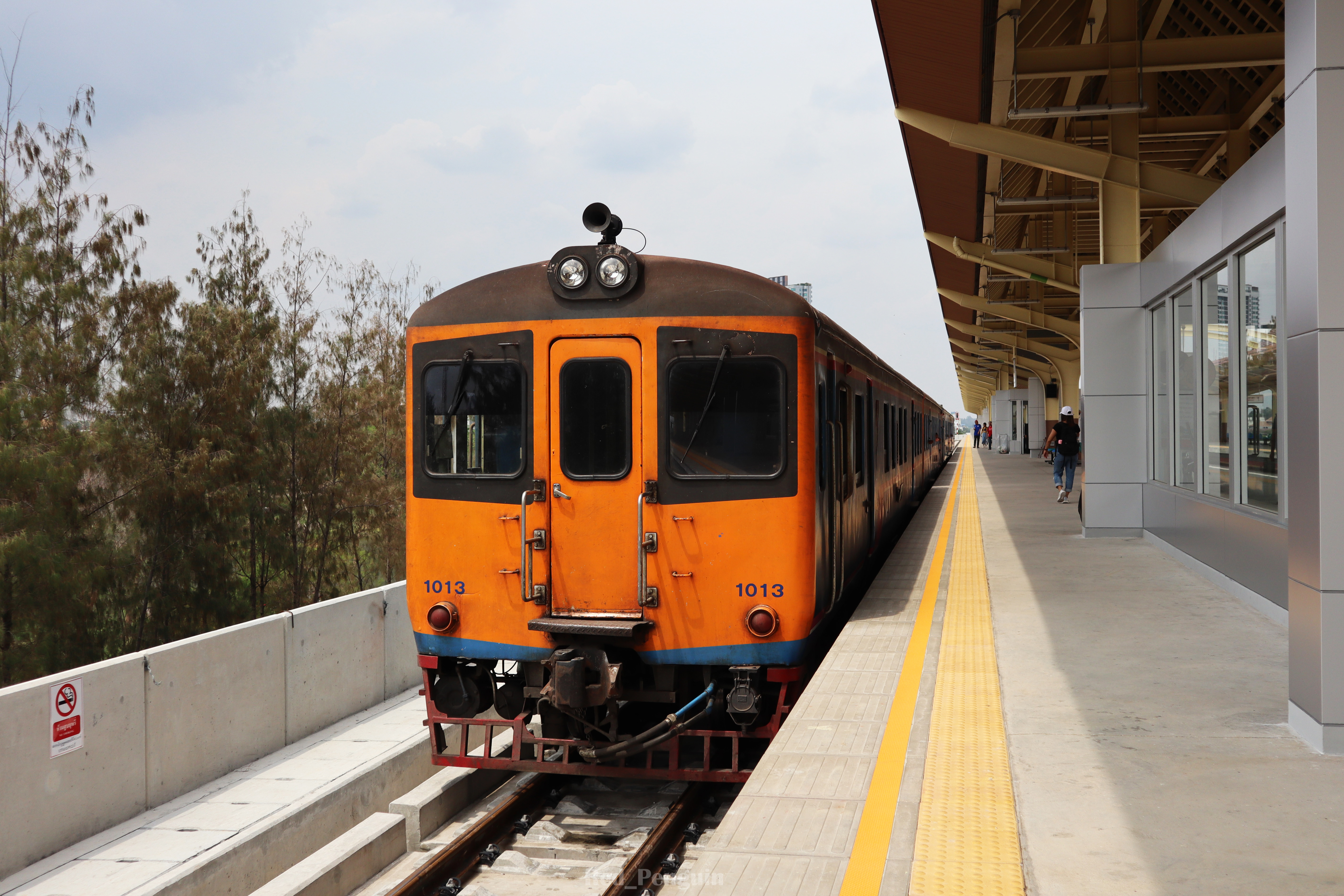
Barrierefreier Bahnhof Khon Kaen (2019)

Mit der Anschaffung neuer Lokomotiven QSY aus China sowie die Restaurierung der KIHA-Dieselzügen aus Japan werden auch schrittweise das Schienennetz zweigleisig ausgebaut, Strecken erneuert, die Bahnschwellen aus Holz werden gegen Beton ausgetauscht, die antiken Signale gegen moderne Lichtzeichen ersetzt sowie die Bahnsteige barrierefrei aufgebaut. Außerdem konnte auf dem meterspurigen Schienennetz die Reisegeschwindigkeit auf bis zu 90 km/h gesteigert werden.

## Angebote im Reiseverkehr

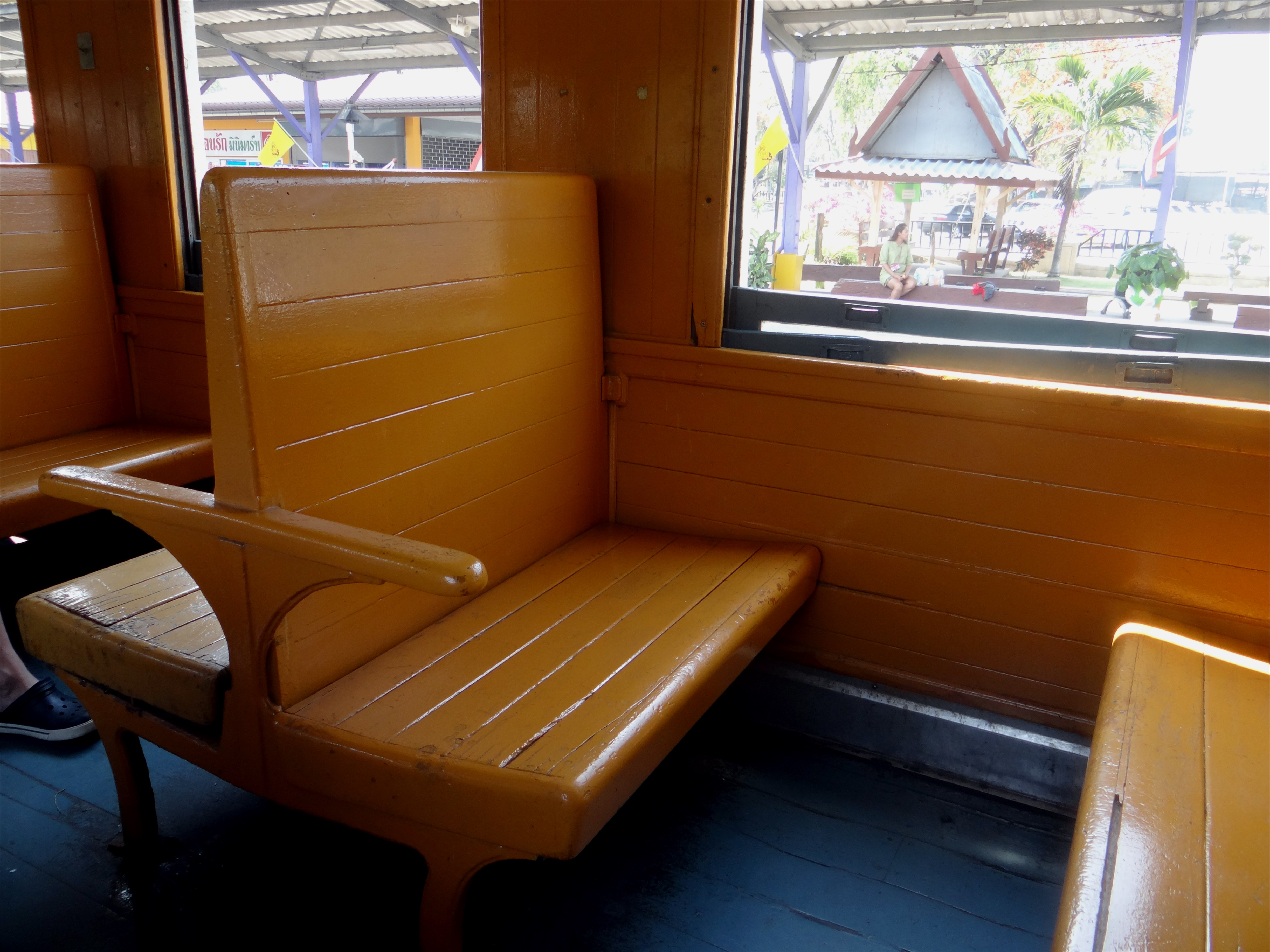
„Holzklasse“ (2014)

Die Thailändische Staatsbahn bietet drei Klassen an, wobei die 2. Klasse in unterschiedlichen Komfort- (und Preis)-Varianten angeboten wird:
1. Klasse gibt es nur als klimatisierte Schlafwagen in Nachtzügen. Hier werden Abteile mit zwei übereinander liegenden Betten und Waschgelegenheiten geboten. Gegen Aufpreis ist ein Abteil auch für eine Person alleine buchbar. Die Betten können zu einer Sitzbank umgeklappt werden. Jeweils zwei Abteile sind durch eine Zwischentür miteinander verbunden und können so auch gemeinsam genutzt werden. Auf manchen Strecken kann Abendessen und Frühstück im Abteil serviert werden. Toiletten befinden sich am Wagenende, auch in europäischer Bauart.
2. Klasse gibt es als Schlafwagen sowohl mit als auch ohne Klimaanlage sowie als Sitzwagen mit und ohne Klimaanlage. In den Schlafwagen sind die Betten beiderseits entlang eines Mittelgangs angeordnet, demgegenüber sie nachts durch einen Vorhang abgetrennt werden. Das obere Bett wird tagsüber hochgeklappt, das untere zu zwei gegenüber liegenden Sitzen zusammen gefaltet. Das obere Bett ist etwas preiswerter aber auch etwas schmaler als das untere. Am Wagenende befinden sich ein Waschraum und Toiletten sowohl in der europäischen als auch der thailändischen Ausführung. Im Fern-Schnellverkehr mit der Zuggattung „Special Express / DRC“, der mit Dieseltriebwagen gefahren wird, die in den 1990er Jahren von Daewoo gebaut wurden, wird ausschließlich die klimatisierte 2. Klasse in Sitzwagen angeboten.
3. Klasse gibt es ausschließlich als Sitzwagen. Diese haben heute meist gepolsterte Sitze. Es werden aber auch noch Wagen mit Holzbänken eingesetzt. In der Regel ist die 3. Klasse nicht klimatisiert. Die Ausnahme bilden einige klimatisierte Wagen auf Fernstrecken. Spitzenangebote im Fernverkehr führen keine 3. Klasse.

- Weiter gibt es in Fernzügen Speisewagen sowohl in klimatisierter als auch in nichtklimatisierter Ausführung.

Seit dem 11. Juli 2014 ist der Verkauf und Konsum alkoholischer Getränke in Zügen und Bahnhöfen verboten. Alle Züge sind Nichtraucher-Züge.
Außer dem planmäßigen Verkehr gibt es einige touristische Angebote. Dazu zählt der Eastern and Oriental Express, der Strecken der SRT befährt aber nicht von ihr betrieben wird, und Touristenzüge am Wochenende nach Kanchanaburi und Nam Tok Sai Yok Noi.

## Güterverkehr
Unter der Bezeichnung ASEAN Express verkehrt seit Oktober 2022 zweimal wöchentlich ein internationaler Güterzug zwischen Malaysia und Laos über die thailändische Eisenbahn. Der Zug bewältigt eine Fahrstrecke von 2206 km in 72 Stunden. Die Kapazität beträgt 80 TEU-Container.